# The Old Guard 2
The Old Guard 2 è un film del 2025 diretto da Victoria Mahoney, sequel del film del 2020 The Old Guard e sempre basato sul fumetto di Greg Rucka e Leandro Fernandez.

## Trama
Quynh, in cerca di vendetta dopo essere stata liberata da Discordia nella sua prigione in fondo all'oceano,trova Booker, che era stato esiliato per 100 anni in quanto aveva venduto Andromaca, cerca di farsi dire dove trovare Andy in quanto assetata di vendetta per aver smesso di cercarla e aver vissuto la sua vita libera ma lui non cede .Nel frattempo liberi da impegni Andy e Copley vanno a trovare l'immortale che la salvò Tuah, che però chiese di rimanere lontano dalla sua squadra e quindi di non informare nessuno della sua esistenza; lì scoprono che uno di loro, Discordia, aveva rubato i libri con le loro storie e relazioni ferendolo proprio come aveva sognato Nile. Si recano a Rimini dove si rincontrano con il resto del gruppo che la informa dell'accaduto a Booker che proprio in quell'istante chiama Joe. Nicky e Joe lo vanno a prendere e lui chiede di vedere Andy, tornati al punto di ritrovo la informa che Quynh è libera e la sta cercando e le consegna una pergamena con la richiesta di Quynh di avere dei chiarimenti. Andromaca parte alla ricerca della compagna, ma Nile va con lei visto che Andy ora è mortale. Nell'incontro nonostante le spiegazioni di Andy, Quynh rifiuta di tornare a casa con lei e di combattere e si alza per andarsene, Andy la segue e fa cenno a Nile di rimanere dietro, Quynh e Andy finiscono a lottare in un vicolo dove la prima le strappa la collana che lei stessa le aveva regalato secoli prima. Nile intanto segue Discordia e la trova in una chiesa, dove hanno una discussione e le viene detto di essere l'ultimo immortale e di essere collegate. Nel punto di ritrovo Tuah e Booker formulano delle teorie e parlano del trasferimento dell'immortalità. Booker va da Andy e le dice di voler diventare mortale. Intanto in un hangar si vede Quynh che aspetta Discordia e le dice che vuole che tutti quanti soffrano e la seconda le dice di poterla aiutare. Le due si recano poi in Indonesia in un sito nucleare dove entra Quynh. Al punto di ritrovo invece vediamo Nile e Booker allenarsi quando poi arriva anche Tuah che aveva capito che Booker voleva farsi ferire per poter donare l'immortalità ad Andy. Booker nonostante Tuah che lo proteggeva si fa ferire e chiede a Tuah di non dire nulla sulla donazione. Copley scopre cosa sta combinando Quynh e informa tutto il gruppo che decide di andare a fermarla nonostante sia proprio il piano di Discordia per averli tutti li. Arrivati sul posto cadono nella trappola e vengono separati. Tuah, Nicky e Joe vengono congelati e rapiti da Discordia. Booker rimasto solo con Andy si sacrifica dopo aver confessato di averle ceduto volontariamente la sua immortalità. Nile è nel nucleo dove combatte con Quynh ferendola e togliendole l'immortalità fino all'arrivo di Discordia che la ferisce per poi portarla via in un sacco nero come con gli altri. Andy vede gli elicotteri e salta su di essi per non farli andare via, lotta con Discordia e li scopre che quest'ultima è mortale e che vuole usare Nile per sottrarre l'immortalità agli altri e donarla a lei; nello scontro ha la meglio Discordia che se ne va via con i corpi degli altri lasciando Andy a terra che promette di salvare i suoi amici. Andy e Quynh si riappacificano con l'intento di combattere l'una a fianco dell'altra.

## Produzione

### Sviluppo
Nel luglio 2020, Greg Rucka ha dichiarato: "In caso di sequel, rompi il vetro. È molto semplice. Ne vuoi un altro? Ecco un modo per farlo". Nello stesso mese, Charlize Theron aveva espresso il suo interesse per un secondo film, dicendo: "Prendiamoci un piccolo periodo di riposo, ma dato che tutti noi vogliamo davvero farlo, sono sicuro che quando sarà il momento giusto, inizieremo la conversazione".
Il 27 gennaio 2021 è stato riferito che Netflix aveva dato il via libera a un sequel. Il 26 agosto è stato annunciato che Victoria Mahoney avrebbe diretto il sequel, subentrando alla regista originale di The Old Guard Gina Prince-Bythewood che era impegnata con un altro progetto. Theron, KiKi Layne , Marwan Kenzari , Luca Marinelli , Matthias Schoenaerts , Vân Veronica Ngô e Chiwetel Ejiofor sono stati scelti per riprendere i rispettivi ruoli dal primo film. Nel giugno 2022, Uma Thurman e Henry Golding sono stati scelti per ruoli non rivelati, mentre è stato confermato che Greg Rucka aveva scritto la sceneggiatura per i produttori David Ellison, Dana Goldberg, Don Granger, Theron, Beth Kono, AJ Dix, Marc Evans e Prince-Bythewood.

### Riprese
Le riprese principali sono iniziate a giugno 2022 in Italia. Alcune riprese si sono svolte presso gli studi italiani di Cinecittà. Nell'agosto 2022, il set del film ha preso fuoco durante lo smantellamento, causando ritardi nella produzione. Ulteriori riprese si sono svolte nel Regno Unito. Le riprese sono state completate a settembre 2022.

### Post-produzione
Nel luglio 2024, Theron ha affermato che il film è stato interrotto dopo cinque settimane di post-produzione a causa di cambiamenti di regime presso Netflix, ma da allora è stato completato e verrà rilasciato "presto". Nell'agosto 2024, l'Union of British Columbia Performers ha elencato il film come programmato per due settimane di riprese aggiuntive dal 7 al 18 ottobre 2024. Matthew Schmidt è il montatore.

## Distribuzione
Il film è stato distribuito sulla piattaforma Netflix il 2 luglio 2025.

## Accoglienza

### Critica
Sul sito web di recensioni Rotten Tomatoes ha riportato un punteggio di approvazione del 24% sulla base di 70 recensioni. Il consenso dei critici del sito recita: "Appesantito da una tradizione noiosa e da un'esecuzione mediocre, The Old Guard 2 trova questo franchise in erba già da tempo". Metacritic, che utilizza una media ponderata, ha assegnato un punteggio di 46 su 100 basato su 20 critici, indicando "recensioni miste o nella media".